# Walentkowy Stawek
Walentkowy Stawek (słow. Valentkovo pliesko, Dolné Valentkove pleso) – małe, okresowe jeziorko polodowcowe w Dolinie Walentkowej w słowackich Tatrach Wysokich. Leży na środkowym piętrze tej doliny, na wysokości 1790 m n.p.m. (według WET ok. 1800 m). Tuż nad nim znajduje się pod jednym z głazów Walentkowa Koleba oraz dawny szlak turystyczny z przełęczy Liliowe na Zawory (został on zamknięty przez TANAP w latach 70. XX wieku). Jeziorko nie jest pomierzone.
Na niektórych mapach jako Walentkowy Stawek mylnie oznaczane jest inne jeziorko – Wyżni Walentkowy Stawek. Znajduje się on około 90 m wyżej, na najwyższym piętrze doliny. Dno niższego piętra (ok. 1715 m n.p.m.) również wypełnia niewielki stawek, nie jest on jednak wzmiankowany w literaturze i na mapach.